# Omar Burleson
Omar Burleson (ur. 19 maja 1906 w Anson, zm. 14 maja 1991 w Abilene) – amerykański polityk, członek Partii Demokratycznej. W latach 1947–1978 był przedstawicielem 17. okręgu wyborczego w Teksasie w Izbie Reprezentantów Stanów Zjednoczonych.

## Życiorys
W 1929 roku kończył Cumberland University w Lebanon. Prowadził działalność prawniczą w Gorman w Teksasie, a następnie został county attorney w hrabstwie Jones. Od 1934 do 1940 był sędzią w tym samym hrabstwie. W latach 1940–1941 pracował jako agent FBI. Przez następne dwa lata był sekretarzem kongresmena Sama Rusella. Od grudnia 1942 do kwietnia 1946 służył w Marynarce Wojennej Stanów Zjednoczonych.
W 1947 roku rozpoczął karierę polityczną gdy został wybrany do Izby Reprezentantów Stanów Zjednoczonych jako przedstawiciel stanu Teksas. Zasiadał w niej w latach 1947–1978. Zrezygnował z ubiegania się o kolejną reelekcję w 1978 roku. Zajmował się głównie polityką zagraniczną, opieką zdrowotną oraz sprawami budżetowymi. Był wieloletnim przewodniczącym Komitetu ds. administracyjnych Izby Reprezentantów.
Do końca życia mieszkał w Abilene, gdzie zmarł 14 maja 1991. Został pochowany w Anson na cmentarzu Mount Hope.